# Konrad Hahnewald

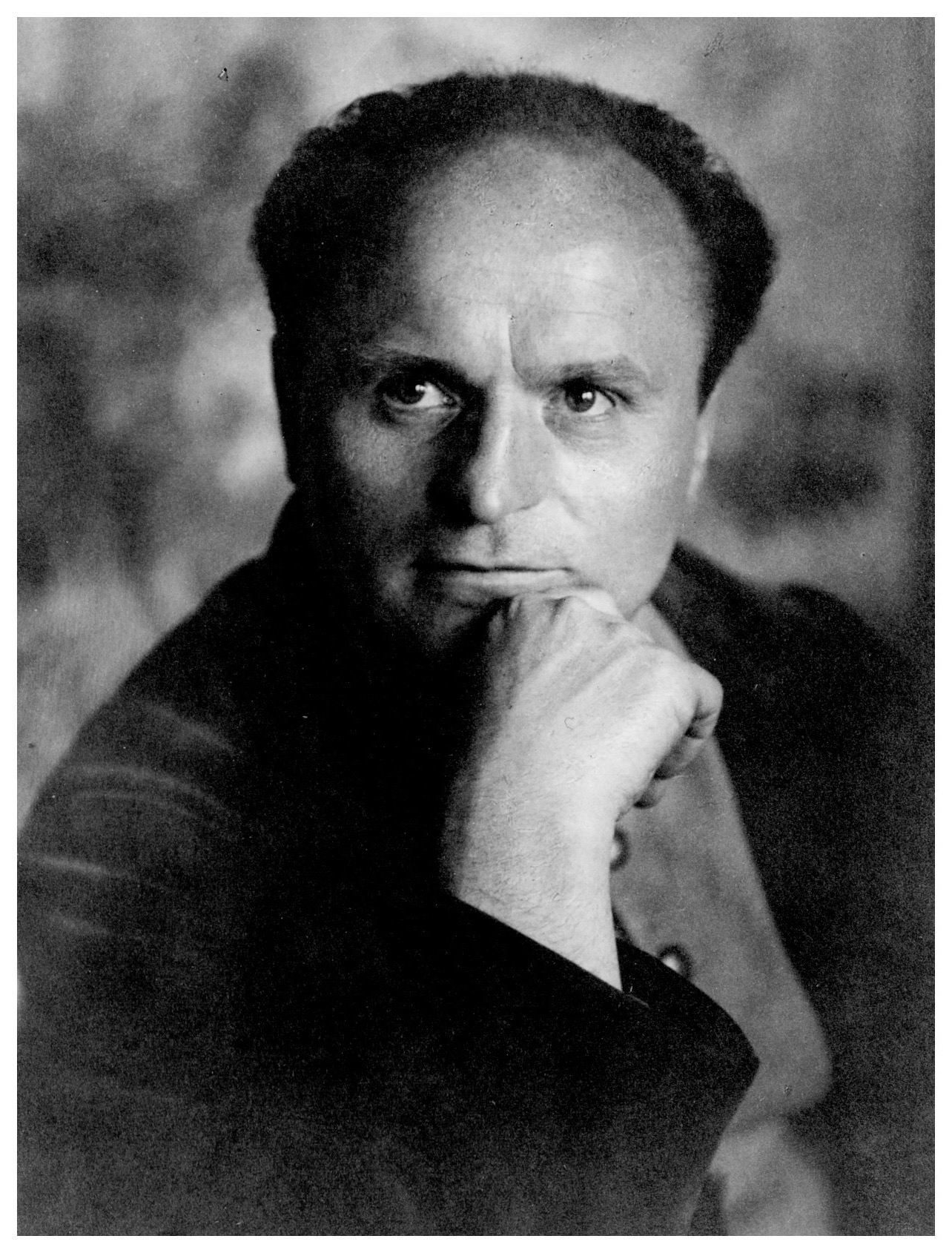
Porträt Konrad Hahnewald als Leiter der Jugendburg Hohnstein

Ferdinand Konrad Hahnewald (* 1. Januar 1888 in Trachenberge; † 5. März 1962 in Dresden) war ein deutscher Sozialdemokrat, Gewerkschafter, Lehrer und Widerstandskämpfer. Er war von 1925 bis 1933 Leiter der Jugendburg Hohnstein, welche zu jener Zeit mit 1000 Übernachtungsplätzen die größte Jugendherberge in Deutschland war. Da Hahnewald als Leiter der Einrichtung unmittelbar nach der Machtübernahme der Nationalsozialisten in Schutzhaft genommen wurde, gilt er als erster Häftling des Konzentrationslagers Hohnstein, welches auf der Burg Hohnstein an Stelle der Jugendherberge eingerichtet wurde.

## Leben

### Frühe Jahre

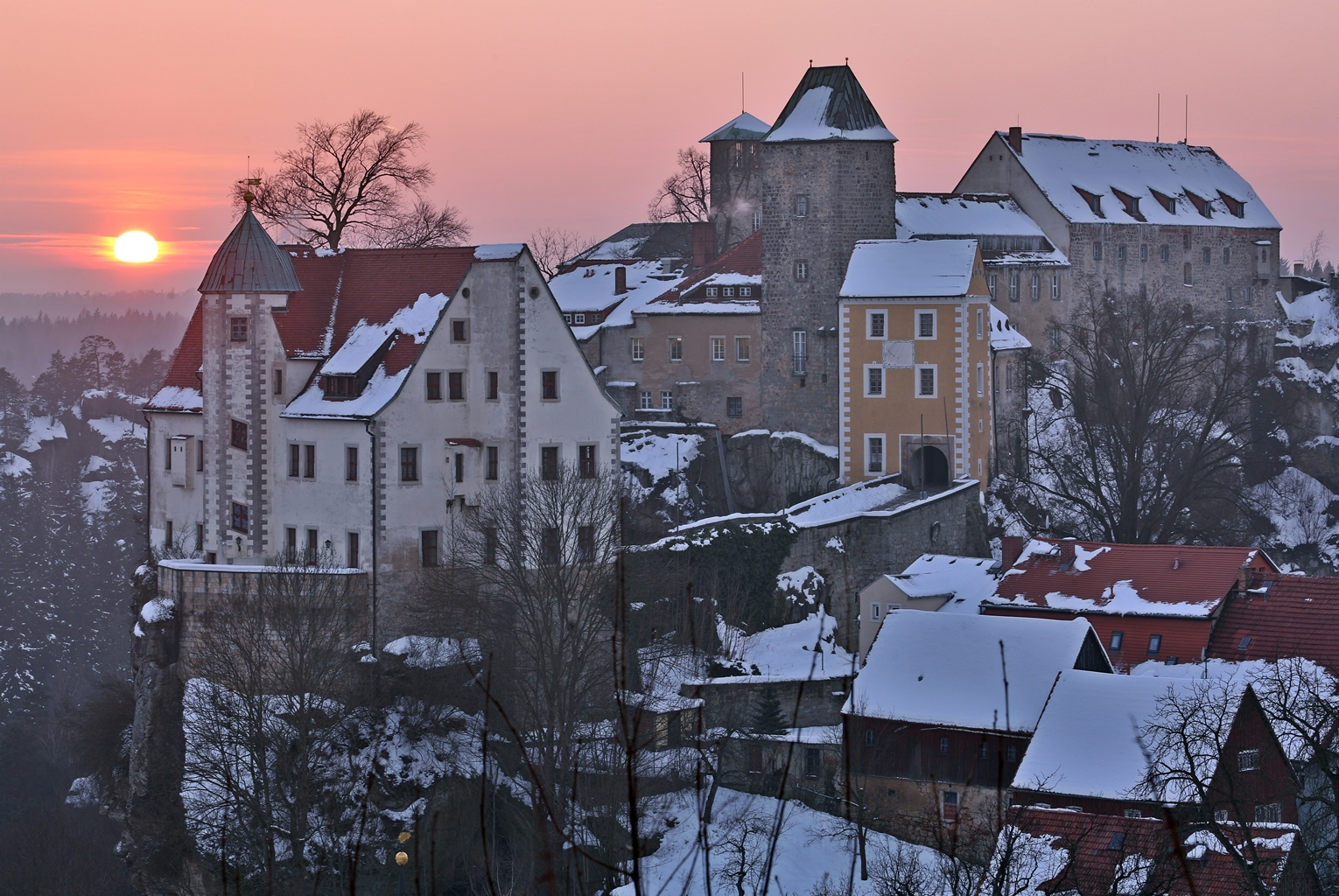
Die Burg Hohnstein

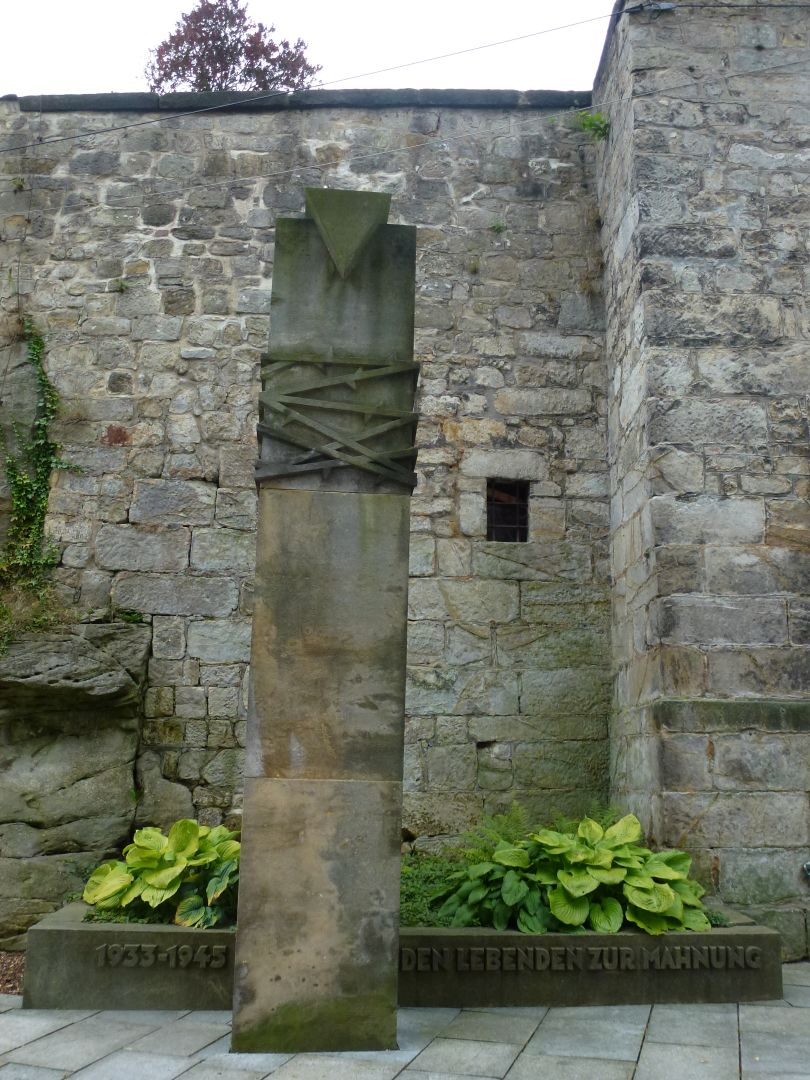
Gedenkstele an das KZ Hohnstein von Wilhelm Landgraf (1961)

Konrad Hahnewald wurde als viertes von dreizehn Kindern des Fabrikarbeiters August William Hahnewald und dessen Ehefrau Marie Emilie Pauline Hahnewald, geb. Beyer, in Trachenberge bei Dresden geboren. Nach seiner Schulzeit absolvierte er eine Ausbildung zum Schmied und arbeitete zunächst auch eine Zeit lang in diesem Beruf. Am 15. Juni 1912 heiratete er in Dresden die in Bischofswerda geborene Hausgehilfin Anna Marie Zschörnig (* 1887). Er wurde bald Soldat im Ersten Weltkrieg. Hahnewald war, wie auch weitere Familienmitglieder, politisch sehr aktiv. Als im Jahre 1919 der Allgemeine Deutsche Gewerkschaftsbund (ADGB) gegründet wurde, wurde Konrad Hahnewald zum Jugend- und Bildungssekretär des Verbandes gewählt.

### Konrad Hahnewald als „roter Burgwart“
Konrad Hahnewald wurde schließlich Jugendsekretär der Sozialistischen Arbeiter-Jugend (SAJ) in Sachsen. Unter anderem mit Unterstützung des kommunistischen Jugendverbandes übernahm Hahnewald im April 1926 die Leitung der Jugendburg Hohnstein, einer Jugendherberge die zu jener Zeit auf Beschluss des Sächsischen Landtages an Stelle eines Gefängnisses eingerichtet wurde. Zuvor hatte er sich gegen 70 Mitbewerber durchsetzen müssen. Bei der abschließenden Wahl waren drei Bewerber übrig geblieben. Als Hahnewald die Burg übernahm, galt sie als verwahrlost. Aber zahlreiche freiwillige Helfer halfen unentgeltlich die Einrichtung aufzubauen. Mit 750 Betten und 1250 Notlagern galt die Jugendburg bald als größte und eine der schönsten Einrichtungen ihrer Art in Deutschland. Im Jahre 1930 hatte die Jugendherberge 57.000 Gäste zu verzeichnen.
Hahnewald selbst machte sich in der Region bald einen Namen als „roter Burgwart“. Da die Einrichtung in seiner Amtszeit zahlreiche internationale Gäste zu verzeichnen hatte, erlangten die Burg und die Stadt Hohnstein auch weltweite Bekanntheit. Die Jugendgruppen kamen unter anderem aus Dänemark und England. Dauerhaft in Erinnerung geblieben ist aus dieser Zeit ein am 17. Juni 1930 stattfindender Besuch des indischen Philosophen und Nobelpreisträgers Rabindranath Tagore (1861–1941), der im selben Jahr auch zweimal mit Albert Einstein zusammentraf.
1933 übernahmen die Nationalsozialisten die Macht in Deutschland. Hahnewald war durch in Dresden vorgenommene Verhaftungen von Sozialdemokraten gewarnt und sah es als seine Pflicht an, auf der Burg weilende Gäste, die unter anderem aus Berlin und Griechenland kamen, in Sicherheit zu bringen. Er selbst verließ die Burg nicht. Aber man verbarrikadierte sicherheitshalber die Burg und hielt Nachtwache. Als am 8. März 1933 ein zwanzig bis dreißig Mann starker Trupp der SA die Burg Hohnstein schließlich besetzte, weigerte er sich als Herbergsleiter auf der Burg die Hakenkreuzfahne zu hissen. Infolgedessen wurde Hahnewald kurzerhand seines Amtes enthoben und in "Schutzhaft" genommen. Da wenig später die Jugendherberge geschlossen und auf der Burg ein Konzentrationslager eingerichtet wurde, gilt er heute als erster Häftling des Konzentrationslagers Hohnstein, in welchem bis August 1934 etwa 5600 Menschen verschleppt und zum Teil grausam misshandelt wurden. Mindestens 140 von ihnen überlebten seinerzeit die Gefangenschaft in Hohnstein nicht.
Konrad Hahnewald wurde wenige Tage nach seiner Inhaftierung zur "Sonderbehandlung" ins Schutzhaftlager Königstein-Halbestadt verlegt. Infolge der körperlichen und seelischen Marter in der Haft unternahm er schließlich einen Suizidversuch, indem er sich die Pulsadern aufschnitt, konnte aber durch einen Mithäftling gerettet werden. Während der Haft schwer misshandelt, unter anderem waren ihm Arme und Rippen gebrochen worden, kam er schließlich im August des Jahres 1933 frei und erhielt in der Folgezeit Ortsverbot für Hohnstein und Arbeitsverbot. Aber bald schon bekam er Kontakt zur Widerstandsgruppe um die Brüder Fritz und Heinrich Langhorst, die in der Region ein weit verzweigtes Widerstandsnetzwerk aufgebaut hatten und unter anderem verbotene sozialdemokratische Zeitungen wie den „Neuen Vorwärts“ oder die „Sozialistische Aktion“, Flugblätter und anderes Aufklärungsmaterial über den Nationalsozialismus verteilten. Die beiden Brüder wurden am 1. Dezember 1942 zum Kriegsdienst im Strafbataillon 999 eingezogen und fielen wenig später. Konrad Hahnewald selbst wurde erst 1944 vom Militär eingezogen.

### Nachkriegszeit

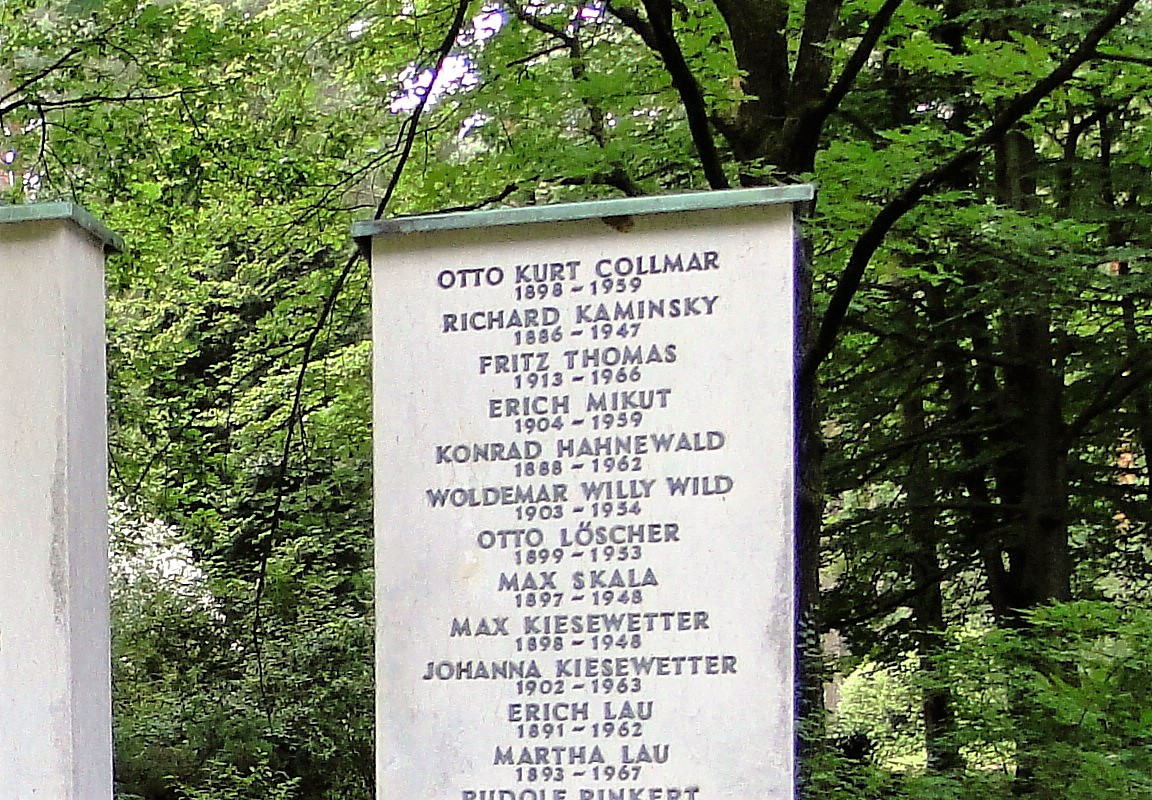
Stele mit Konrad Hahnewalds Namen auf dem Ehrenhain des Heidefriedhofs Dresden

Konrad Hahnewald überlebte die Zeit des Nationalsozialismus und den Zweiten Weltkrieg. Nach Kriegsende war er unter anderem Verwaltungsleiter des „Instituts für Lehrerbildung“ in Dresden-Wachwitz. Außerdem war er an der „Gartenbauschule Pillnitz“ als Lehrer und Schulleiter tätig. Und er erwarb sich Verdienste beim Aufbau verschiedener Einrichtungen. Im Jahre 1960 veröffentlichte er mit dem autobiografischen Werk „Heinrich Zeuner. Aus dem Leben eines Proletarierjungen“ seine Lebenserinnerungen. Nach einem erlittenen Schlaganfall ging er 1953 in den Ruhestand und verstarb 1962 nach langer Krankheit. Zum Ende seines Lebens wohnte er in Dresden-Trachenberge.
Sein Urnengrab ist heute auf dem Ehrenhain des unweit von Trachenberge gelegenen Heidefriedhofs im Norden der Stadt zu finden.

### Familie

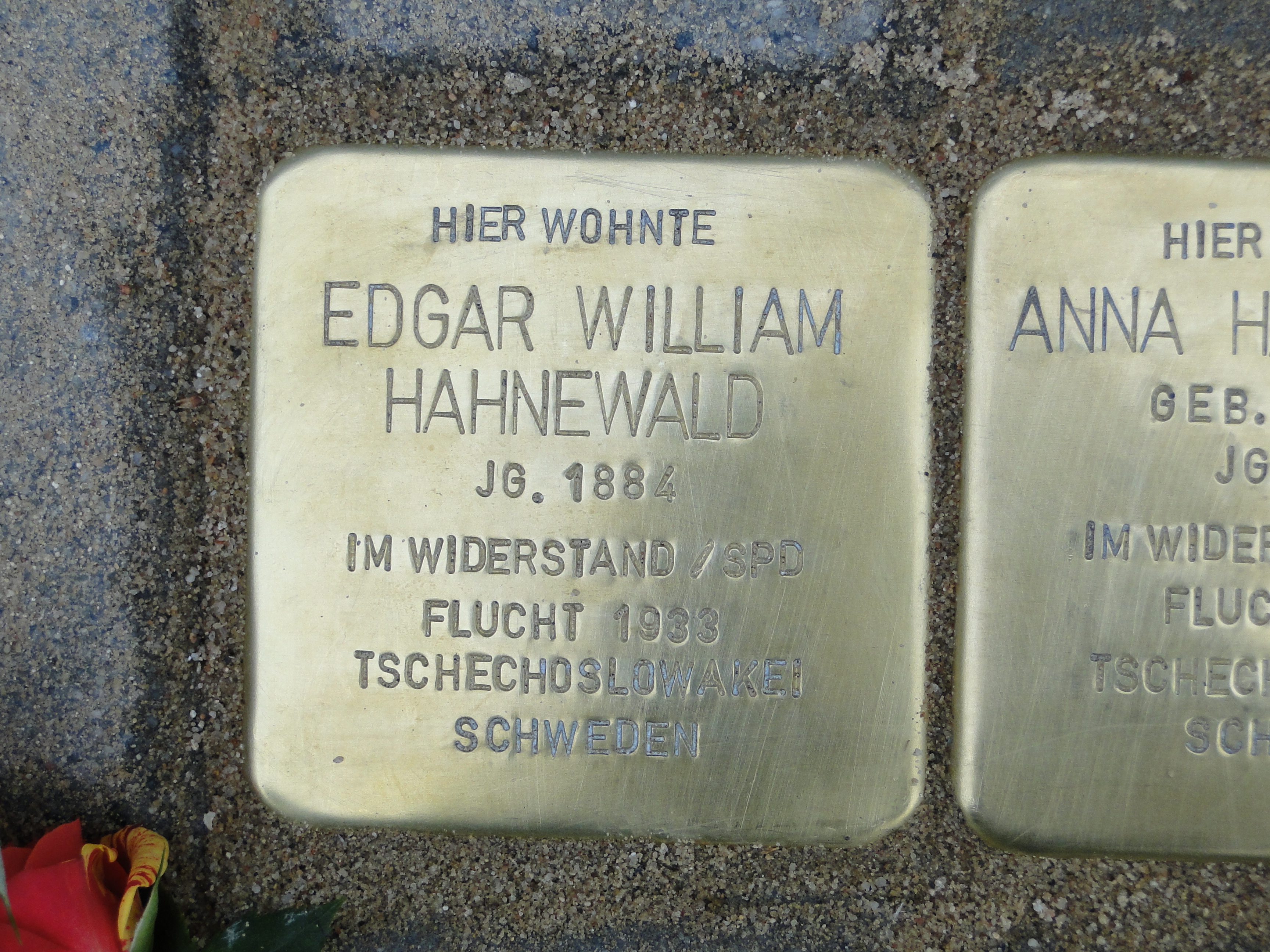
Stolperstein für Edgar Hahnewald an dessen einstigen Wohnhaus in der Dresdner Bergstraße 63

Wie Konrad Hahnewald waren auch weitere Familienmitglieder politisch aktiv. So dessen Bruder der Journalist und Schriftsteller Edgar Hahnewald (1884–1961) und dessen Frau Anna, geb. Brehme (1891–1949). Auch sie waren Mitglieder der SPD und emigrierten nach der Machtergreifung der Nationalsozialisten am 18. März 1933 zunächst für einige Jahre in die Tschechoslowakei und von dort aus im Jahre 1938 nach Schweden. Beide kehrten Deutschland damit endgültig den Rücken. Ihnen wird seit 2015 mit zwei Stolpersteinen an ihrem einstigen Wohnhaus in der Dresdner Bergstraße 63 erinnert.
Auch Konrad Hahnewalds Sohn Helmut Hahnewald (1914–1979) wurde ein Mitglied des Widerstandes gegen den Nationalsozialismus und war, wie der Vater in der Dresdner Widerstandsgruppe um die Brüder Langhorst aktiv. Während der Gründungsjahre der Deutschen Demokratischen Republik (DDR) erwarb sich der gelernte Schriftsetzer große Verdienste beim Wiederaufbau einer kulturellen Infrastruktur im zerstörten Dresden und wurde schließlich Leiter der Stadt- und Bezirksbibliothek Dresden. Sein kulturelles Wirken wurde auch öffentlich gewürdigt. So erhielt er unter anderem hohe staatliche Auszeichnungen, wie den Vaterländischen Verdienstorden in Bronze und die Verdienstmedaille der DDR.
Heute erhalten Konrad Hahnewalds Enkel Gabriele Hahn und ihr Bruder Michael Hahnewald die Erinnerung an ihren Großvater aufrecht.

## Veröffentlichungen (Auswahl)
- „Unsere Jugendburg Hohnstein.“ In: Der Bergsteiger: Zeitschrift des Sächsischen Bergsteigerbundes e.V.; Monatsschrift für Berg-, Wander- und Wintersport, Bd. 6 (1925), S. 59
- „Von der Jugendburg Hohnstein.“ In: Jahrbuch für Turnen und Sport in Sachsen. 1929, S. 80–88 (Aufsatz)
- „Heinrich Zeuner. Aus dem Leben eines Proletarierjungen.“, Mitteldeutscher Verlag, Halle (Saale) 1960 (Digitalisat)

## Ehrungen

### Namensgebungen
- In Dresden trug die 103. Polytechnische Oberschule in der Hohnsteiner Straße seit Mai 1984 den Ehrennamen POS „Konrad Hahnewald.“[2]
- In Hohnstein trägt seit dem 6. Oktober 1987 die Grundschule in der Rathausstraße den Namen von Konrad Hahnewald. Zum Zeitpunkt der Namensgebung hatte sie noch den Status einer Oberschule.[13]

### Ausstellungen
- Ausstellung von 30 Aquarellen Konrad Hahnewalds (der ein passionierter Maler war), 103. POS, 1988[14]
- Auf der Burg Hohnstein, die heute wieder als Ferienstätte genutzt werden kann,[15] erinnern eine kleine Ausstellung[8] und eine Gedenktafel an Konrad Hahnewald.[16]
- 2014 fand in der Konrad-Hahnewald-Grundschule in Hohnstein eine umfangreiche Ausstellung mit von Konrad Hahnewald geschaffenen Bildern und persönlichen Gegenständen statt.[10]